# 宅配便

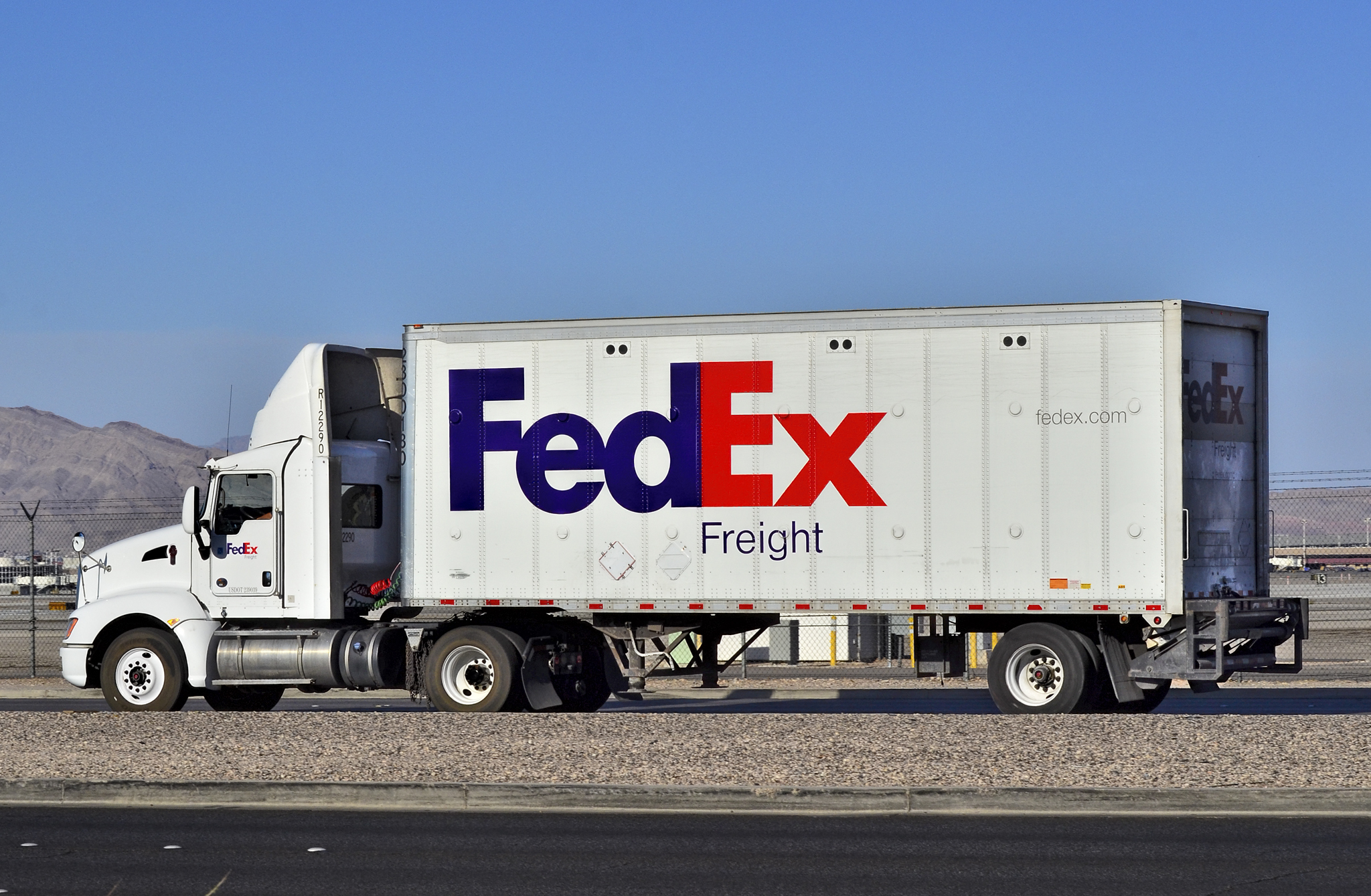
世界最大のクーリエ便、FedEx

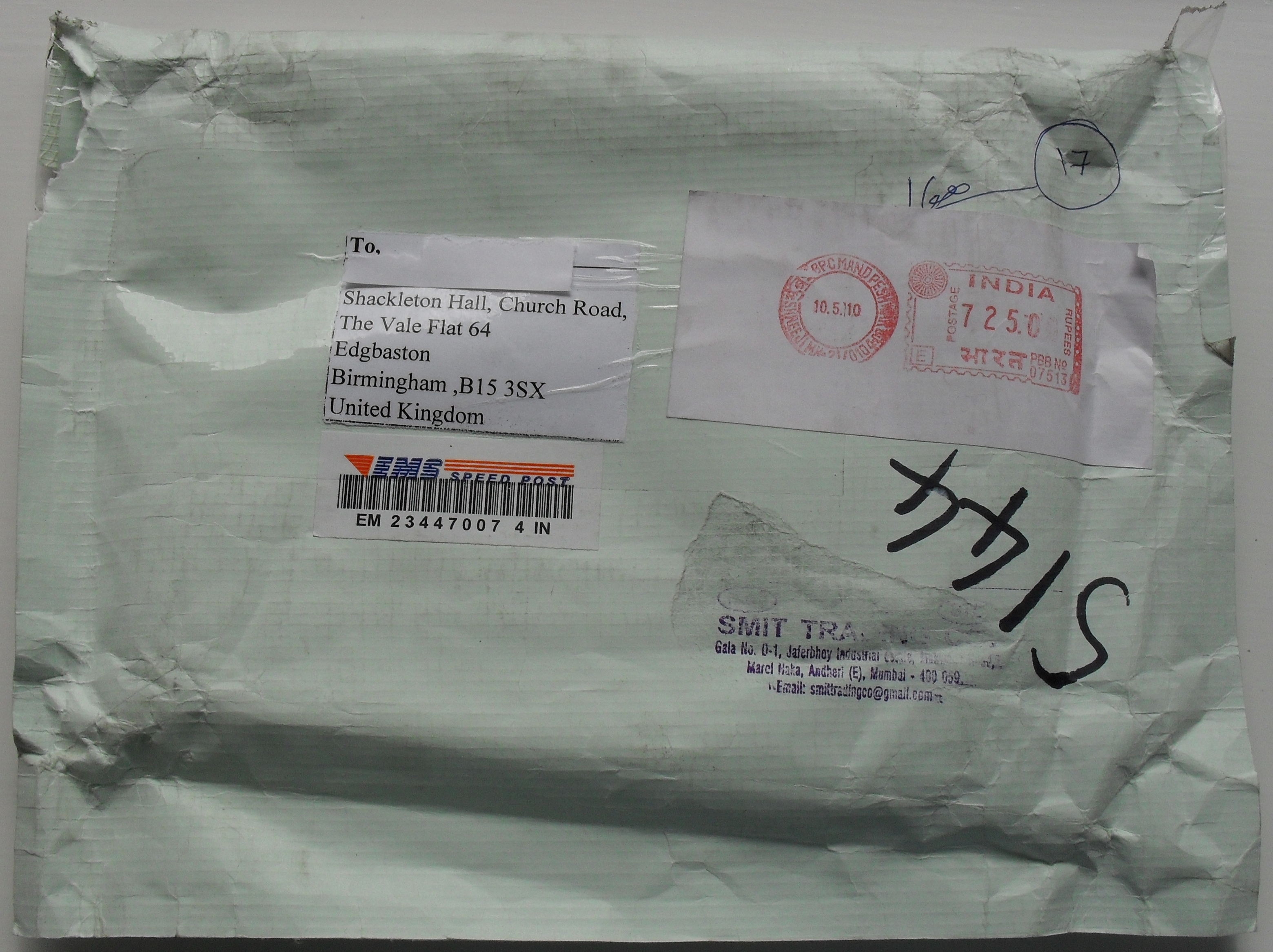
国際スピード郵便（EMS）

宅配便（）、クーリエ便（Courier）とは、小口の商流貨物の輸送便。インコタームズではDDUに相当する。

## 国際宅配便

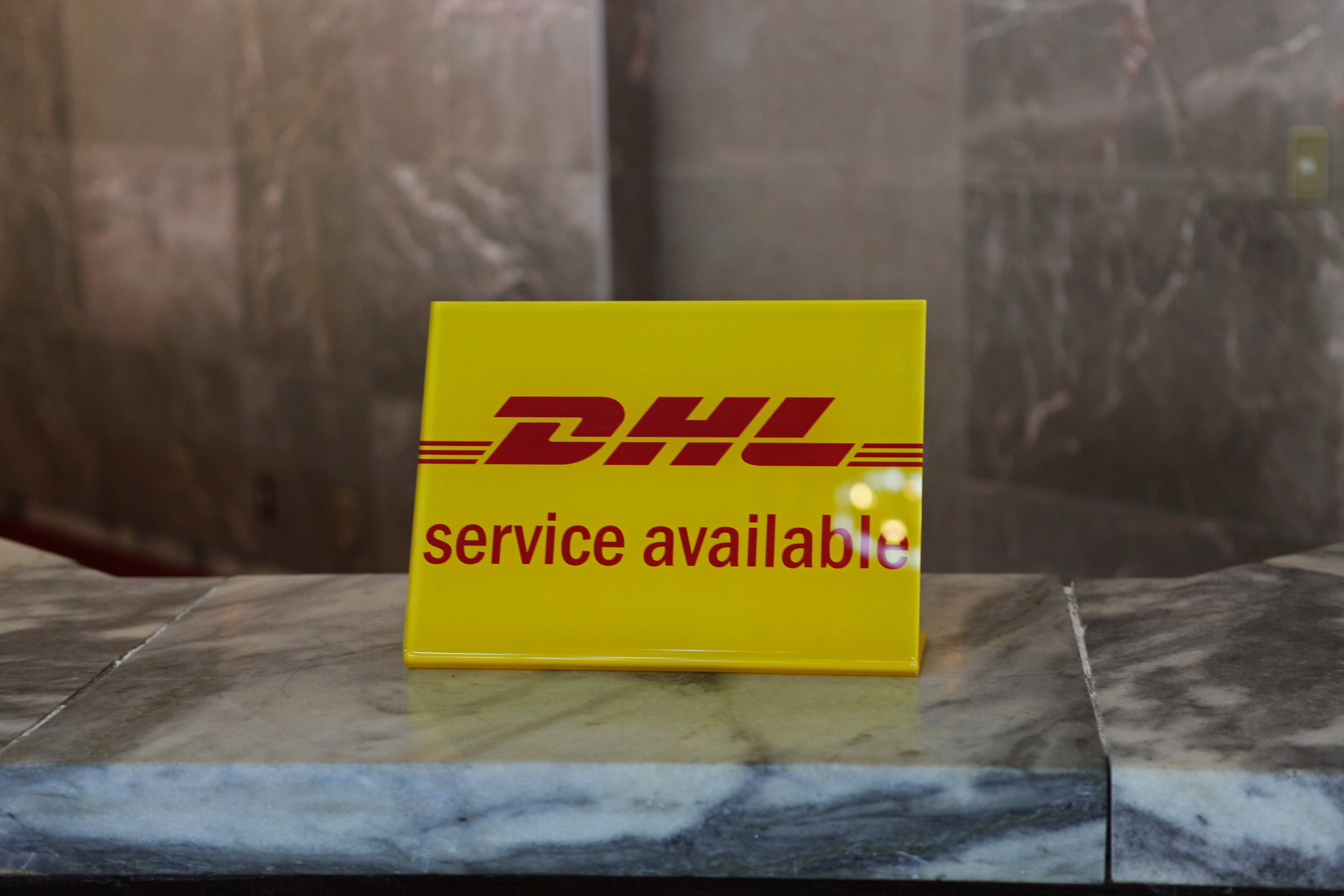
DHL発送取扱店であることを示す札

国際宅配便は、30 kg以下程度の貨物を、ドアツードアで一貫輸送するサービスである。航空機による航空輸送と、船舶による海上輸送の2つに分かれている。
航空輸送の特色として、緊急性の高い物品や高価付加価値商品の利用に適しており、海上輸送に比べ輸送中の振動が少なく、貨物の破損も少ない。
海上輸送は、飛行機に搭載できない危険物の輸送ができ、超大量の積載に耐え、かつ輸送費用が航空輸送よりかからないことが利点である。 商業用の輸出入の中核を担っている。
- フェデックス（FedEx） [1]
- ユナイテッド・パーセル・サービス（UPS）[1]
- DHL [1]
- 日本郵便
- TNT
- 日本通運（いわゆる日通航空）の海外ペリカン便[1]
- OCS海外新聞普及株式会社
- SGHグローバルジャパン[1]
- サンキュウエアロジスティクス[1]
- 西濃運輸[1]
- 福山通運 [1]
- ヤマトグローバルエキスプレス[1]
- 郵船ロジスティクス [1]

## 日本の宅配便

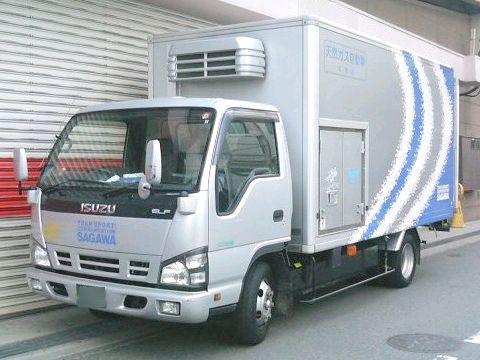
佐川急便の配送車の例

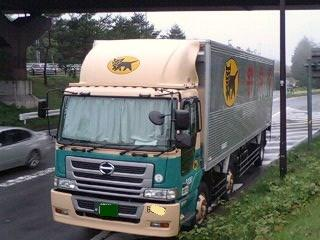
ヤマト運輸の路線大型トラックの例

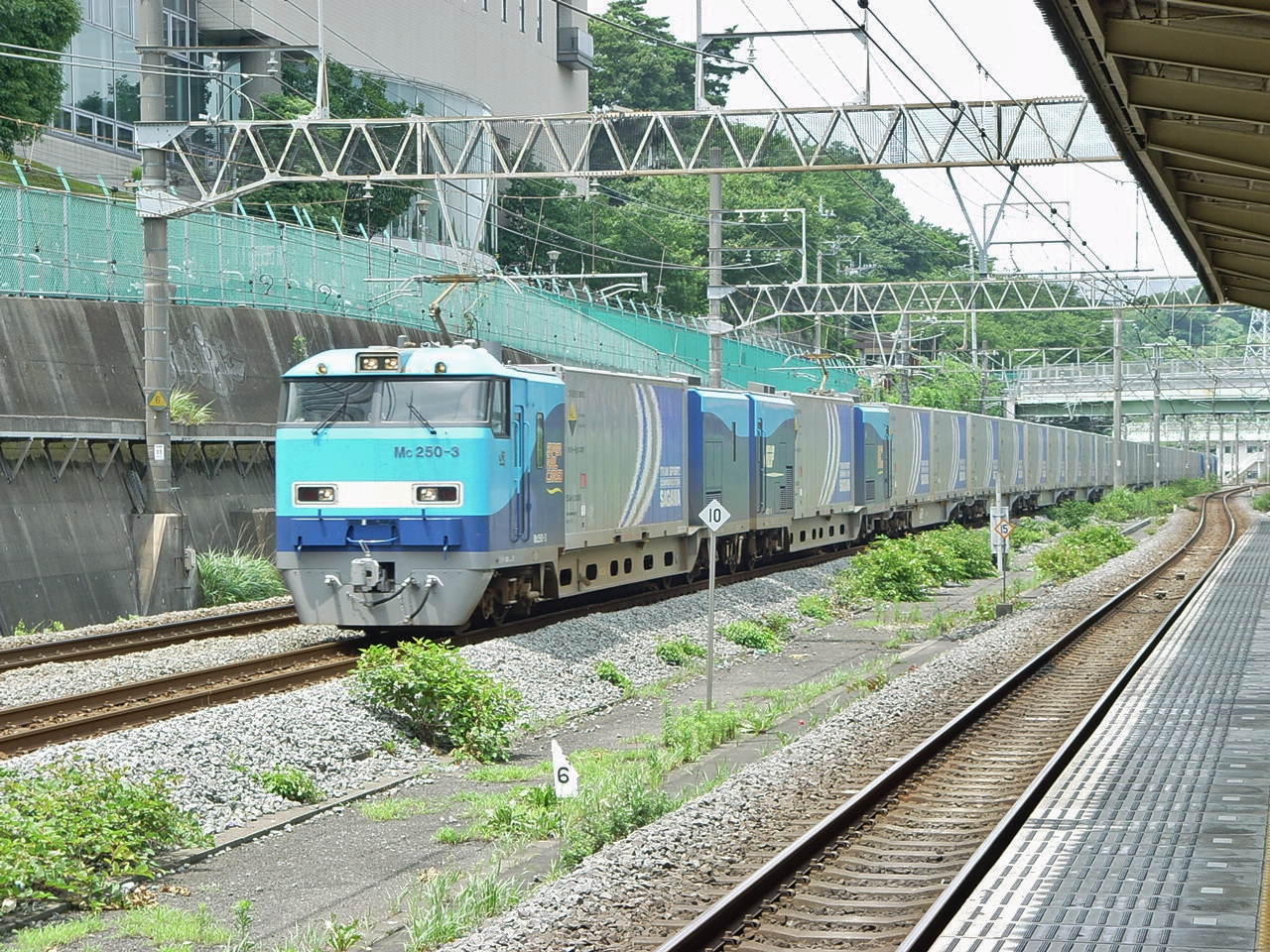
佐川急便一社借り上げのコンテナ列車（JR貨物M250系電車）

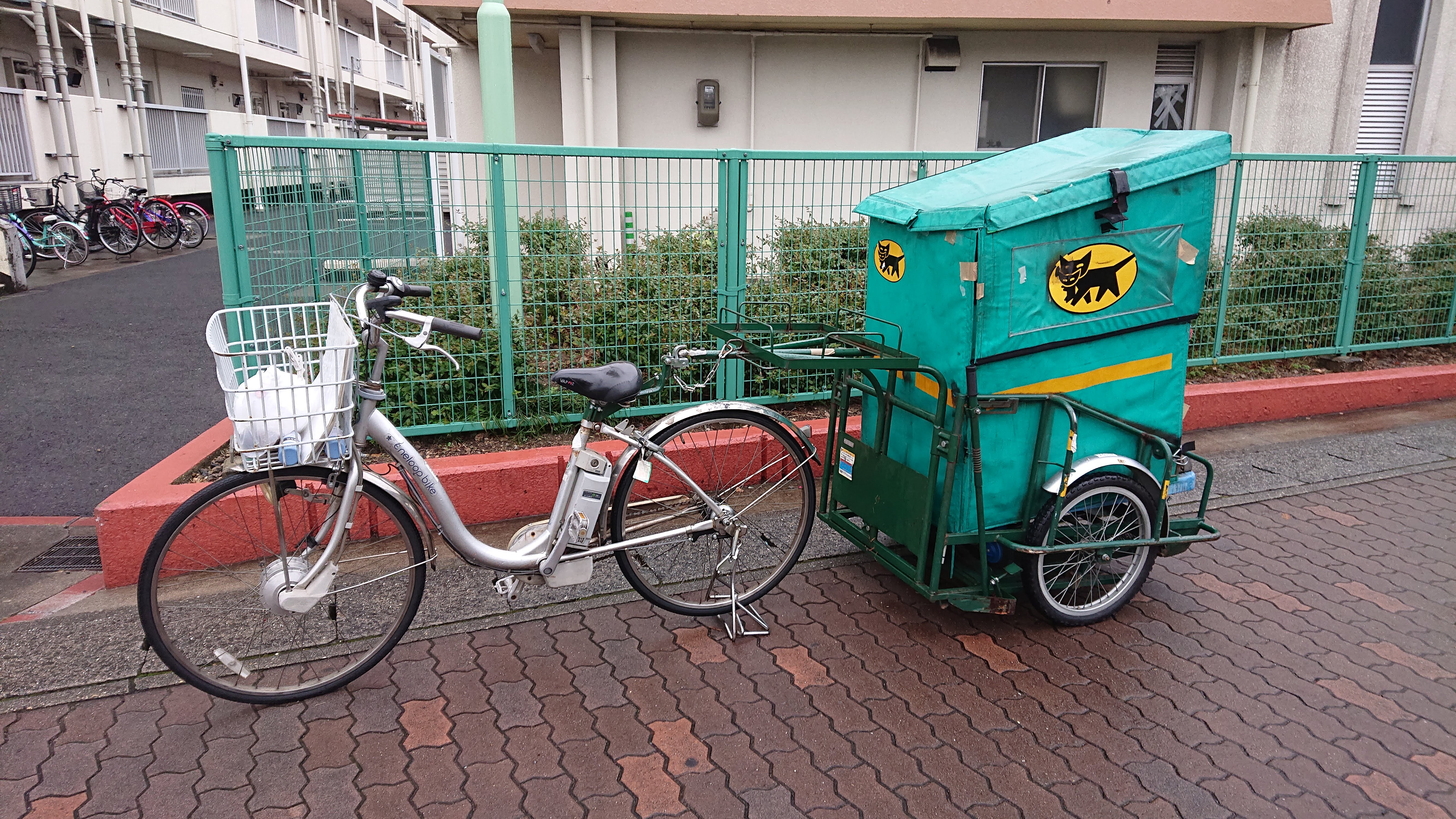
ヤマト運輸の配送用自転車

宅配便は、比較的小さな荷物を各戸へ配送する輸送便で、路線トラックにおける事業のうち、特別積合せ事業の一形態であり、国土交通省の用語では「宅配便貨物」と規定されている。荷主の戸口から届け先の戸口までの迅速な配達を特徴とするものである。
- 以下は特別積合せ貨物運送ではあるが、定義上宅配便の扱いにはならない。
  - 航空機を利用した貨物→航空便（ただし、宅急便タイムサービスや飛脚航空便やパーセル1のように個建で標準宅配便約款に準拠しているものは定義上宅配便となる）
  - 引越貨物→引越便（らくらく家財宅急便は「宅急便」と名が付いているが、ヤマト運輸の宅配便商品ではなくヤマトホームコンビニエンスの引越商品である。旧名「小さな引越便」）
  - メール便
  - ゆうパック以外で、郵便事業が取り扱う「荷物」扱いの発送商品（ゆうメールやエクスパック、ポスパケットなど）
- 以下は、特別積合せ貨物運送ではない。
  - 寿司や弁当の料理宅配（いわゆる出前やデリバリー）
  - 貸切貨物→チャーター便（バイクを利用したものはバイク便）

### 規定
法律上、宅配便は特別積合せに含まれるため、法律として宅配便が定義されている訳では無い。統計上では、宅配便と宅配便を除いた特別積合せで集計される。現場では、一般家庭宛てへの貨物を宅配便と呼ぶ場合も有る。
事業者およびブランドにより宅配便の定義が異なり以下の通りである。大きさや重量や責任限度額、いずれの制限を越えても一般貨物の、いわゆる特別積合せ・混載便と呼ばれるサービス内容に変わる。責任限度額はどこの運送会社も消費税込みで30万円である。以下は、主要事業者の事例となる。
- 3辺の合計が170cm以内で、かつ重量が30kg以内の1個口の貨物（ゆうパックの場合）
- 3辺の合計が160cm以内で、かつ重量が30kg以内の1個口の貨物（飛脚宅配便・パーセルワンの場合）
- 3辺の合計が200cm以内で、かつ重量が30kg以内の1個口の貨物（宅急便の場合・ただし、旧来のヤマト便サイズの荷物については、最長辺170cm（横倒し不可荷物は100cm）の制限がある[3]他、フリマサイトやコンビニエンスストア及びPUDO（宅配便ロッカー）でも新サイズは扱わない。）
- 3辺の合計が170cm以内で、かつ重量が30kg以内の1個口の貨物（フクツー宅配便の場合）
- 3辺の合計が130cm以内で、かつ重量が20kg以内の1個口の貨物（カンガルーミニ便の場合）
- このほか、3辺合計及び重量の制限は運送会社・サービスによって若干違いがある

破損等の保証は、実損額となる。

### 複数口による発送の宅配便
宅配便には一原票一個の原則があり、一つの伝票番号で1個口の荷物しか取り扱えない。ただし、以下の例外がある。
- サイズ制の料金体系に移行後のゆうパックの複数口送り状には、2つの送り状番号の記載がある（2つ印字された番号自体は、上4桁目を除き、全く同一）。
  - なお、ゆうパックのコンビニ差し出しの場合は、POS端末処理の都合上、複数口送り状を利用しての差し出しが必須となるが、集荷扱いないしはゆうゆう窓口や郵便局の郵便窓口での差出をはじめ、それ以外の取扱店等での差出では通常の送り状の複数枚利用で対応可能。
- ヤマト運輸の宅急便の場合、「複数口」の場合は1つの伝票番号で最大5個口まで取扱可能。なお、複数口専用の送り状が必要で、2個の場合は複数口用送り状単独で、3~5個目は、さらに伝票番号の記載がない茶色地の「副伝票」を併せて用いる。6個口以上は、6個のケースでは4個口と2個口、7個のケースでは5個口と2個口の2つに分けて発送する方法を取る。5個口プラス1個では、1個のほうに複数口割引は適用されない。また、クール宅急便との複数口割引は適用しない。
  - この送り状がない場合は、他社とは異なり、複数口割引の適用はなされない[4]。
- 佐川急便の飛脚宅配便の場合は、同じく「複数口」での発送の場合、発送する荷物のうちの1つにのみ通常の元払い送り状を貼り付けし、2個目以降は「貼エフ」とよばれるシールに記入の上、各々の荷物に貼り付ける形となる[5]。割引の対象ではないが、複数口着払の場合も同様。

### 歴史

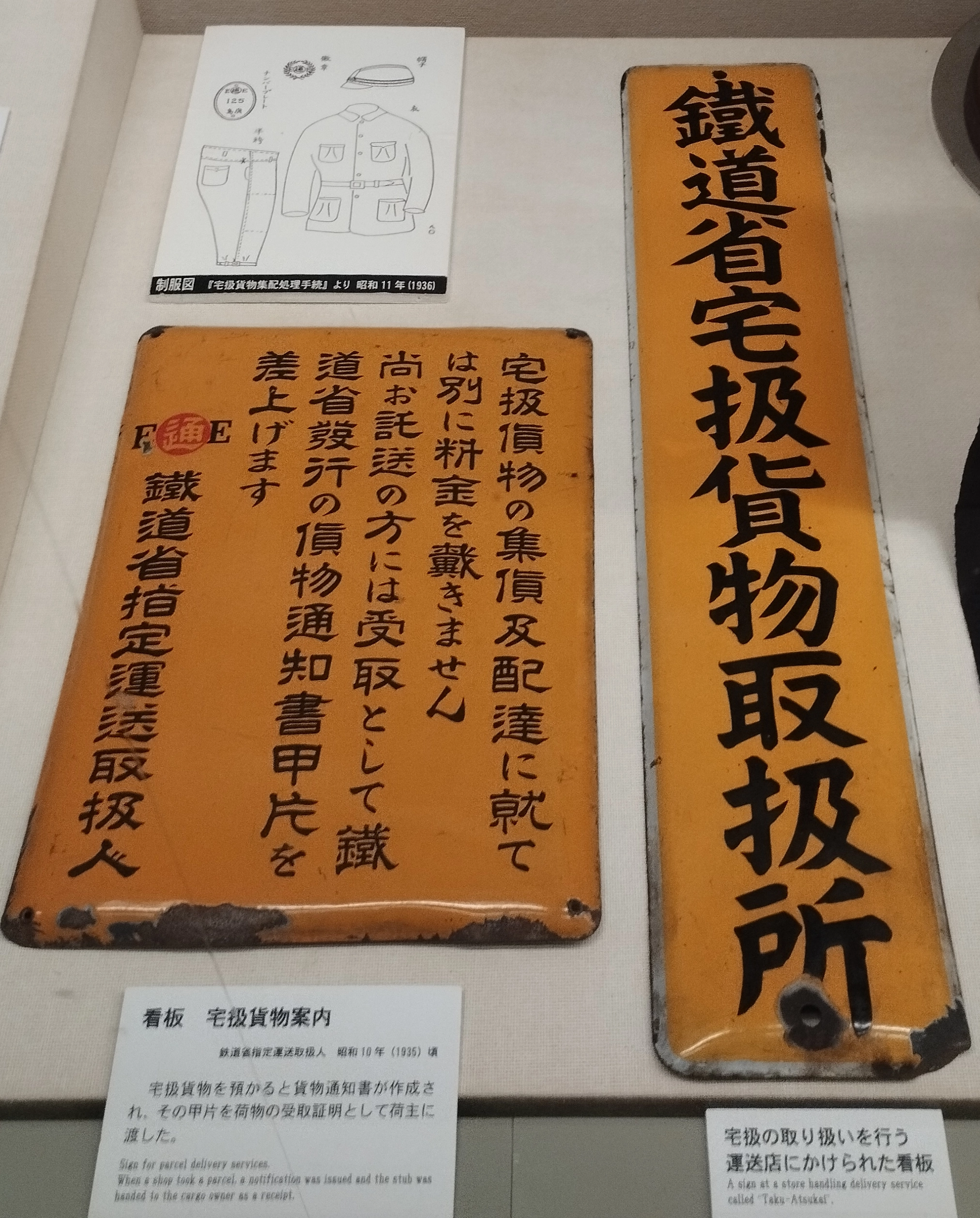
日本通運 鉄道省指定宅扱い運送取扱人看板（1935年ごろ）

1927年鉄道省と運送業者が始めた集荷・配達を行う特別小口扱（宅扱）が日本最古の宅配便にあたるとされている。このほか郵便小包のバリエーションとして速達小包が存在したが、デパートなどが利用するなど次第に扱いが増加。郵便局や鉄道に負荷がかかったため、1940年（昭和15年）8月末で速達小包は廃止された。前述の特別小口扱サービスも1942年（昭和17年）に廃止されている。
1942年から1973年までは個人が簡単に荷物を発送するためには、郵便小包（現在のゆうパック）か、鉄道を利用した鉄道小荷物（チッキ）しかなかった。それらは、郵便局または駅で荷物の発送をしなければならず、さらに、鉄道小荷物は駅で受け取る必要があった。また、郵便小包は当時6kgまでしか扱いがなかった。それらを使わない場合は、通運を利用するしかなかった。
1973年に三八五貨物（現在の三八五流通）が民間で初となる「グリーン宅配便」を青森県で開始した。次いで1976年1月20日には大和運輸（現在のヤマトホールディングス・ヤマト運輸）が「宅急便」の名称で宅配便のサービスを開始。最初は関東地方のみで、1日目の取扱量は11個だった。さらに翌1978年頃から日本通運など他社大手輸送会社も同様のサービスを開始した。
| 順  | 商品名         | 事業者         | シェア(%) |
| --- | -------------- | -------------- | --------- |
| 1   | 宅急便         | ヤマト運輸     | 39.3      |
| 2   | ペリカン便     | 日本通運       | 19.1      |
| 3   | フットワーク便 | 日本運送       | 11.6      |
| 4   | カンガルー便   | 西濃運輸       | 7.9       |
| 5   | システム宅配便 | 福山通運       | 5.7       |
| 6   | 西武宅配便     | 西武運輸       | 4.8       |
| 7   | 名鉄宅配便     | 名鉄運輸       | 3.5       |
| 8   | パンサー宅配便 | トナミ運輸     | 2.0       |
| 9   | シルバー宅配便 | 新潟運輸       | 1.5       |
| 10  | ハート宅配便   | 岡山県貨物運送 | 1.2       |
| N/A | その他         | 25社           | 3.4       |

1980年代に入ると、宅配便サービス各社は店舗網の拡大が始まったコンビニエンスストアを発送窓口にした他、宅配便の対象地区の拡大や高速道路網の拡充による配送時間の短縮化に連動して急速に取扱量が増えた。各社は動物（黒猫、ダックスフンド、カンガルー、こぐまなど）をシンボルマークに用いたことから、これらの会社間の熾烈な競争は「動物戦争」とも呼ばれた。
宅配便の普及に伴い、鉄道小荷物は競争力を失ったため1986年11月に廃止されている。1997年には大和運輸が離島を含む全国展開を完了させた。

### 主な会社とサービス名
日本では、最初に宅配便サービスを開始したヤマト運輸（法人格としては、現在のヤマトホールディングス）の市場占有率が大きく、ヤマト運輸のサービス名「宅急便」と混同されやすいが、宅急便は商標登録されているため、あくまでも一般名称は『宅配便』である。
1. 業界1位　ヤマト運輸「宅急便」「宅急便タイムサービス」
2. 業界2位　佐川急便「飛脚宅配便」「飛脚航空便」
3. 業界3位　日本郵便「ゆうパック」
4. 業界4位　西濃運輸「カンガルーミニ便」「カンガルー通販便」
5. 業界5位　福山通運「フクツー宅配便」「パーセルワン」

その他の大手・中堅宅配便事業者としてトナミ運輸の「パンサー宅配便」、中越運送の「中越宅配便」、第一貨物の「第一貨物宅配便」、新潟運輸の「シルバー宅配便」(日本郵便と提携してシルバーゆうパックに変更)、久留米運送の「宅配便利便」、松岡満運輸の「グリーン宅配便」、三八五流通の「三八五宅配便」、エスラインギフの「つばめ便」、札樽自動車運輸の「スワロー宅配便」などがある。
「ゆうパック」は、郵政民営化に際し、郵便法による小包郵便物から、貨物自動車運送事業法に規定される宅配貨物へ移行され、競争条件が同一化された。
なお2010年（平成22年）7月1日に、当時業界3位であった日本通運の「ペリカン便」が当時業界4位であった郵便事業（現：日本郵便）の「ゆうパック」に統合されている。これに伴い、ペリカン便（JPエクスプレス宅配便）のブランドは消滅し、JPエクスプレスも会社清算された。
| 年度       | 総数           | トラック運送   | トラック運送便名別取扱個数 | トラック運送便名別取扱個数 | トラック運送便名別取扱個数 | トラック運送便名別取扱個数 | トラック運送便名別取扱個数 | トラック運送便名別取扱個数 | 出典   |
| 年度       | 総数           | トラック運送   | 1位                        | 1位                        | 2位                        | 2位                        | 3位                        | 3位                        | 出典   |
| ---------- | -------------- | -------------- | -------------------------- | -------------------------- | -------------------------- | -------------------------- | -------------------------- | -------------------------- | ------ |
| 平成15年度 | 28億3,446万    | 28億0,389万    | 宅急便                     | 10億0,693万                | 佐川急便                   | 9億2,535万                 | ペリカン便                 | 3億6,763万                 | [ 10 ] |
| 平成16年度 | 28億7,404万    | 28億4,346万    | 宅急便                     | 10億5,892万                | 佐川急便                   | 9億4,323万                 | ペリカン便                 | 3億4,923万                 | [ 11 ] |
| 平成17年度 | 29億4,100万    | 29億1,030万    | 宅急便                     | 11億2,470万                | 佐川急便                   | 9億9,310万                 | ペリカン便                 | 3億4,124万                 | [ 12 ] |
| 平成18年度 | 29億3,919万    | 29億0,794万    | 宅急便                     | 10億2,850万                | 佐川急便                   | 9億9,310万                 | ペリカン便                 | 3億3,043万                 | [ 13 ] |
| 平成19年度 | 32億6,159万    | 32億2,708万    | 宅急便                     | 12億3,373万                | 佐川急便                   | 10億7,852万                | ペリカン便                 | 3億3,642万                 | [ 14 ] |
| 平成20年度 | 32億1,166万    | 31億7,749万    | 宅急便                     | 12億3,053万                | 飛脚宅配便                 | 10億6,110万                | ペリカン便                 | 3億2,786万                 | [ 15 ] |
| 平成21年度 | 31億3,694万    | 31億0,776万    | 宅急便                     | 12億6,051万                | 飛脚宅配便                 | 11億2,495万                | ゆうパック                 | 2億6,404万                 | [ 16 ] |
| 平成22年度 | 32億1,983万    | 31億9,329万    | 宅急便                     | 13億4,877万                | 飛脚宅配便                 | 11億9,404万                | ゆうパック                 | 3億4,682万                 | [ 17 ] |
| 平成23年度 | 31億3,694万    | 31億0,776万    | 宅急便                     | 14億2,361万                | 飛脚宅配便                 | 12億9,954万                | ゆうパック                 | 3億8,330万                 | [ 18 ] |
| 平成24年度 | 34億0,096万    | 33億6,300万    | 宅急便                     | 14億8,754万                | 飛脚宅配便                 | 13億5,651万                | ゆうパック                 | 3億8,221万                 | [ 19 ] |
| 平成25年度 | 36億3,668万    | 35億9,506万    | 宅急便                     | 16億6,587万                | 飛脚宅配便                 | 12億1,878万                | ゆうパック                 | 4億2,843万                 | [ 20 ] |
| 平成26年度 | 36億1,379万    | 35億7,008万    | 宅急便                     | 16億2,204万                | 飛脚宅配便                 | 11億9,600万                | ゆうパック                 | 4億8,504万                 | [ 21 ] |
| 平成27年度 | 37億4,493万3千 | 37億0,446万8千 | 宅急便                     | 17億3,126万3千             | 飛脚宅配便                 | 11億9,829万8千             | ゆうパック                 | 5億1,302万4千              | [ 22 ] |

### 本人限定受取サービス
受取人名に書かれた本人に限り配達可能な（身分証明書等、本人確認書類等により確認の上、荷物の引渡しを行う）サービスもある。事業者やサービスにより、転送や支店・営業店留ができるケースとそうでないケース・営業店留が必須なケースがある。
- 日本郵便:「本人限定受取セキュリティゆうパック」･･･ゆうパックの基本送料にセキュリティ料360円とそのオプションである本人限定受取扱料100円の追加で発送可能（送り状は、セキュリティゆうパック用のものを利用）。本人限定受取郵便同様、基本型・特例型については、個人・法人の別にかかわらず発送可能だが、特定事項伝達型の場合は、事前契約した法人のみ利用可能。代引セキュリティゆうパックに付加することも可能(ただし、2015年10月1日以降は、特定事項伝達型に限り利用不可となる)。
- 佐川急便:「飛脚宅配便受取人確認配達サービス」[23]…事前契約した法人のみが利用可能で、基本送料に200円追加で発送可能。送り状は、専用のものを用いる。本人確認書類による配達のほか、事前に受取人側が設定したパスワードを受け取り時にドライバーの端末に入力することで照合するという方法もとることが可能となっている。日本通信が、前者の方法によって音声対応のUIMカードの送付に用いていることを公表している。

### 料金制度

#### 着払制度
通常宅配便では荷送人（発送側）が支払う運送料金を、荷受人（受取側）が支払う制度を着払い制度と言う。
着払制度を利用する場合、別途手数料が掛かったり、複数口や持ち込み割引を含む各種割引が適用されなかったり、さらには着払いの場合には取扱貨物区分が一般貨物扱いのみになるなど、運賃に大きな差額が出る場合がある。

#### 代引制度
荷物の引き換えと同時に、商品の代金を現金で支払う制度である（代金引換）。
日本では、ヤマト運輸や佐川急便のように、依頼人側の契約次第によってはクレジットカードやデビットカードで支払う運送会社もある。通販でよく利用される。ゆうパック以外は契約が必要である。
代金の受け取りは、ゆうパックの場合は、契約型を利用しない場合は、かつてはゆうちょ銀行の通常貯金ないしは振替口座宛送金ないしは普通為替証書の受け取りに限定されていた。後に、ゆうちょ銀行の通常貯金ないしは振替口座への電信振替、あるいは全銀システムに接続された金融機関での受取が可能となり、普通為替証書での受け取りは廃止されている。なお、ゆうパックや他社の契約を有するタイプの場合は、一般の銀行宛振り込みなど他の方法でも可能である。
なお、運賃とは別に、代引手数料や引換金の振込手数料が必要で、加えて、印紙税の納付が必要なケースもある。
個人が利用できるサービスとして、セイノーグループが2010年4月1日に「メル友便」を開始している。これは、送り主が事前にメールアドレスを登録した上で、受取人が電子メールで受け取りを承諾すれば、双方の住所のやり取りなしに荷物のやり取りができる、いわゆるインターネットオークションによる商品授受向けサービスである。郵便事業のあて名変換サービスやヤマト運輸のオークション宅配便とは異なり、オークション業者等を介する必要がなく、なおかつ送り主が希望すれば個人でも代引扱いが可能としている。

### 荷受、配達の拒否
2012年頃より、大手各社は各地で暴力団排除条例が制定されたことに伴い、暴力団および暴力団関係者等の利用を拒否することとなった。しかし、貨物利用運送事業法第10条では、「第一種貨物利用運送事業者は、特定の荷主に対して不当な差別的扱いをしてはならない」と定めていたことから、各社は2014年より運送約款を見直し、新たに暴力団排除条項を加えることで荷受け配達を拒否することとなった。

### 事業者間の連携
大手宅配便事業者であるヤマト運輸と佐川急便は、環境配慮の先進地である上高地をはじめとした長野県松本市安曇地域の一部を対象に、2020年4月16日より共同配送を開始した。佐川急便扱いの荷物は、佐川急便松本営業所からヤマト運輸松本今井センターへ輸送し、ヤマト運輸の配送車に積載した上でヤマト運輸のドライバーが佐川急便扱いの荷物を配達する。両社は、CO2排出量の削減が期待できるほか、「宅急便」と「飛脚宅配便」を同時に受け取ることができるメリットがあるとしている。

## アメリカ合衆国の宅配便
アメリカ合衆国にも商品配送の流通サービスがあるが、それは通信販売の発達とともにその枠組みの内部で行われてきた流通サービスであり、独立した物流サービスとして成長してきたものではない。

### 貨物
アメリカでは宅配便が取り扱う貨物は、packageやParcelと呼ばれ、通常150ポンド（約68kg）以下の小口荷物のことをいう。アメリカ国内の宅配便はトラック輸送による陸上宅配便（Ground）と航空機による航空宅配便（Express）に分けられる。
国土が広いために国内の陸上宅配便でも多くの輸送日数を要し、広い地域に翌日配達できるサービスを行うことは困難とされている。また、アメリカの陸上宅配便は原則として土曜日や日曜日は営業を行っておらず、配送日数も営業日で表されることが多い。
アメリカでは宅配便の取扱個数に関する統計データはなく、ユナイテッド・パーセル・サービス(UPS)やFedEXも一日平均取扱量しか公表していない。しかし、ネット通販の拡大などから宅配便市場は急激に拡大しており、UPSやFedEX、USPS（アメリカ郵政公社）の営業収入は、2014年には726億ドルとなった。
2019年12月のニューヨーク・タイムズによると、都市部では通販商品の15%が盗難や物流の問題で最終的な届け先に到達しておらず、その数は年々増加傾向にある。ニューヨークだけでも1日あたり9万個以上の荷物が配達先に届かない状態となっている。

### 料金制度
アメリカ合衆国の宅配サービスでは、基本的な宅配便運賃に多様な追加料金（surcharge）が追加されるシステムになっている。
- 家庭配送追加料金（residential surcharge） - 一般家庭への貨物の配送は会社や事業所への貨物の配送に比べて輸送効率が低いことから、アメリカでは家庭配送追加料金（residential surcharge）が課されることがある[29]。
- 配送地域追加料金（delivery area surcharge） - 配送密度が低い地域も輸送効率が低いことから、アメリカでは配送地域追加料金（delivery area surcharge）が課されることがある[29]。
- 燃油追加料金（fuel surcharge） - アメリカでは個別の貨物一般に燃油サーチャージ（fuel surcharge）が課されている[29]。

アメリカの大手宅配便事業者では貨物の容積に一定の指数を掛けた値と重量を比較して高いほうの運賃を適用する容積重量価格（dimensional weight pricing）のシステムがとられており、UPSやFedEXでは2011年から容積重量価格を一部の貨物に導入し、2015年からは陸上宅配便に導入している。

### 歴史
アメリカ合衆国では1775年に郵政省が発足し、1862年にはアメリカ合衆国郵政公社長官のモンゴメリー・ブレアが戸別集荷配達サービスを提唱。1896年までには地方の顧客も郵政公社の戸別直接配達を受けることができるようになった。ユナイテッド・パーセル・サービス(UPS)は1907年に一般家庭向けにメッセージや小荷物などを対象とする配達サービスを開始した。
1980年代にはユナイテッド・パーセル・サービスやフェデックスが新規に参入し、両社は米国国内であれば翌朝10時30分までに配達することをうたっており、市場シェアも両社が優勢で郵政公社は劣勢に立たされた。
さらにメール便のメール・ボクシーズ・イーティーシーがフランチャイズ展開し、至急配達や商品の包装サービスを提供するようになり、郵政公社も同様のサービスを提供するようになった。

### 主な会社
- ユナイテッド・パーセル・サービス(UPS)
- フェデックス(Fedex)

### 地域運送事業者
アメリカでは大手宅配便事業者による寡占化が進んでいるが、特定の地方でのみ幹線輸送や集配機能を持つ地域運送事業者もおり、集荷時間が大手事業者よりも遅く、配送時間の短縮や当日配送などのサービスを行っている。

## ヨーロッパの小型荷物輸送

### 特徴
ヨーロッパでは消費者までの配送を一括して依存できるような日本のような宅配便に相当するサービスがなく、もともと企業向けを専門としていた小型荷物輸送事業者が消費者向けのサービス体制を整備したり、ネット通販事業者が自ら配送体制を整備している（そのため「小型荷物輸送」と呼ばれることがある）。
ネット通販事業者が輸送業者に全面的に配送を委託することは難しいため、物流施設をネット通販事業者が整備し、その間の配送を小型荷物輸送事業者に委託したり自社配送を行って対応している事業者が多い。
2013年の調査（European Commission (2013)）によると、ヨーロッパでは事前時間帯指定や夜間配達、土曜日配達を、国内全域で提供している事業者の割合は半分以下だった。小型荷物輸送事業者でも、ネット通販の拡大や消費者のニーズに対応するため、ターミナル整備や車両、従業員の配置を進めているが、消費者の低価格志向が強く投資採算の確保が難しいことが課題になっている。

### 事業者
ヨーロッパにはもともと消費者向けの小型荷物輸送サービスは郵便事業者が提供する小包のサービスしかなかった。EUの市場統合により、民営化した事業者の中には信書だけでなくより大型の荷物を取り扱うようになった事業者もある。
ヨーロッパでは企業向けの小型荷物輸送の貨物は、形状や輸送速度により、クーリエ（Courier、書状）、エクスプレス（Express、急送）、パーセル（Parcel、小包）に分けて呼んでいるが、実際には全てを扱う事業者が多いためCEPと総称される。
また、アメリカのインテグレーターであるFedExやUPSもヨーロッパ市場に参入している。

## 宅配便をめぐる課題

### 再配達問題
消費者向け電子商取引の増加やドライバー人手不足の問題を背景に、家庭向けの宅配便サービスでは受取人不在による再配達問題が生じている。再配達が増加すると、より多くの配達員が必要となるなど宅配事業者の配送効率に影響するほか、再配達による二酸化炭素排出量の増加など社会経済的損失を生む側面もある。
日本では、日本郵便・ヤマト運輸・佐川急便の大手3社の2014年12月の調査によると19.6%が不在であった。再配達によるトラックの走行距離増加で、二酸化炭素排出量の増加や配達運転手の負担増大が問題になっており、国土交通省が対策に乗り出している。対策としては、コンビニエンスストアでの受け取りシステムの拡大（複数の宅配業者への対応化）、宅配ボックスの設置や受け取りカウンターの設置などが示されている。
ヤマト運輸では、2023年6月1日受付分から、伝票記載の住所以外へ荷物の転送を依頼する場合は、着払いのみの対応となる。なお、『着払い転送』に同意しない場合は、荷物を保管しているヤマト運輸営業所への引取か、依頼主への返品となる。
ヨーロッパでは無料の再配達は一般的ではなく、不在時には玄関脇に留置き（放置）されたり、近隣預け、あるいは不在票を残して持ち帰り消費者に荷物の引き取りを要求することが多い。

### 誤配送問題
インターネット通信販売の普及によって、玄関前に荷物を置いてもらう「置き配」利用が2020年以降に増加しているが、その影響から、ネット通販で購入した商品が誤った住所に配送され、それが遺失物として警察に届けられるケースが急増している。愛知県内では、2024年に誤配の荷物が警察に届けられた件数が1,147点と、2019年の30点から38倍の大幅増加となっており、愛知県警察は、本来の警察業務が圧迫されかねないとして対応に苦慮している。

### 過疎地域
過疎地域のように集配密度の低い地域では宅配サービスの維持が課題になっており、宅配便の一括配送、店舗からの宅配サービス、買い物代行サービス等との統合も議論されている。

### 詐欺
宅配便業者を装って偽の不在票をSMSで送りつけたり、現金を宅配便で送らせる特殊詐欺のような事案も発生している。